# Karl Braun (Botaniker)

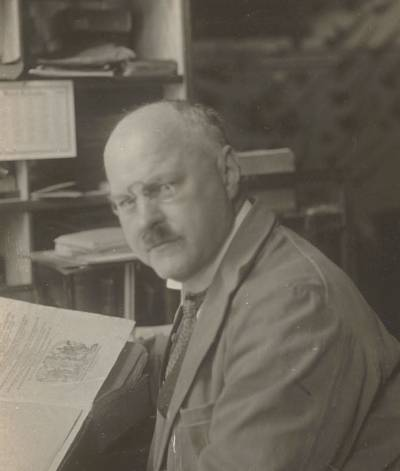
Karl Braun, 1904

Philipp Johann Georg Karl Braun (* 14. März 1870 in Biebrich; † 27. Oktober 1935 in Stade) war ein deutscher Botaniker und Pflanzenpathologe. Nach seiner wissenschaftlichen Ausbildung und ersten Tätigkeiten an Universitäten in Deutschland und der Schweiz wirkte er von 1904 bis 1920 an der kolonialen landwirtschaftlichen Forschungsstation Amani in den Usambara-Bergen im ehemaligen Deutsch-Ostafrika.
Bereits während des Ersten Weltkriegs war das Amani-Institut ab 1916 von der britischen Mandatsverwaltung übernommen worden. Aufgrund ihrer auch von britischen Wissenschaftlern anerkannten Kompetenz und Erfahrungen konnten Braun und seine deutschen Kollegen noch bis 1920 weiter arbeiten. Nach seiner Rückkehr nach Deutschland wirkte er bis zu seinem Ruhestand im Jahr 1934 als Oberregierungsrat an der Zweigstelle der Biologischen Reichsanstalt für Land- und Forstwirtschaft in Stade.
Im Rahmen eines deutsch-tansanischen Projekts wird seine auf dem Dachboden des Schwedenspeicher-Museums in Stade aufgefundene Sammlung von historischen Gegenständen und Dokumenten erforscht und in einer Ausstellung im Jahr 2025 der Öffentlichkeit vorgestellt. Diese Ausstellung dient zur Auseinandersetzung mit kolonialer Geschichte und bietet neue Perspektiven auf tansanische Kulturgüter und ihre Bedeutung in Vergangenheit und Gegenwart.

## Leben und Wirken

### Frühe Jahre und Ausbildung
Karl Braun wurde am 14. März 1870 als Sohn von Karl Ludwig Braun und Marie Elise Braun, geborene Lembach in Biebrich/Rhein geboren. Ab 1879 besuchte er das Realgymnasium in seiner Heimatstadt. Nach der Übersiedlung seiner Familie 1885 wohnte er in Wiesbaden, wo er seine Schulzeit abschloss. Anschließend arbeitete er als Assistent in der Apotheke seines späteren Schwiegervaters in Elberfeld. Danach begann Braun ein Studium der Pharmazie an der Universität München, das er 1895 abschloss. Zwischen 1895 und 1896 war er als Militärapotheker im Mainzer Garnisonslazarett tätig. 1898 begann er ein zweites Studium der Physik, Zoologie und Botanik an der Universität Basel. Dieses beendete er 1900 mit der Dissertation Beiträge zur Anatomie der Adansonia digitata (Afrikanischer Affenbrotbaum).
Zwischen 1900 und 1902 arbeitete Braun als Assistent am Chemischen Laboratorium der Königlich Tierärztlichen Hochschule Stuttgart. Danach folgte eine Tätigkeit als Assistent an der Anstalt für Pflanzenschutz in Hohenheim bei Stuttgart. Am 1. Juni 1904 wurde er von Carl von Tubeuf, Professor für Pflanzenpathologie an der Universität München, aufgefordert, sich um die Assistentenstelle als Botaniker bei Franz Stuhlmann, dem Gründer des Kaiserlich biologisch-landwirtschaftlichen Instituts Amani in der damaligen Kolonie Deutsch-Ostafrika, zu bewerben.

### Das Amani-Institut für botanische-landwirtschaftliche Forschung

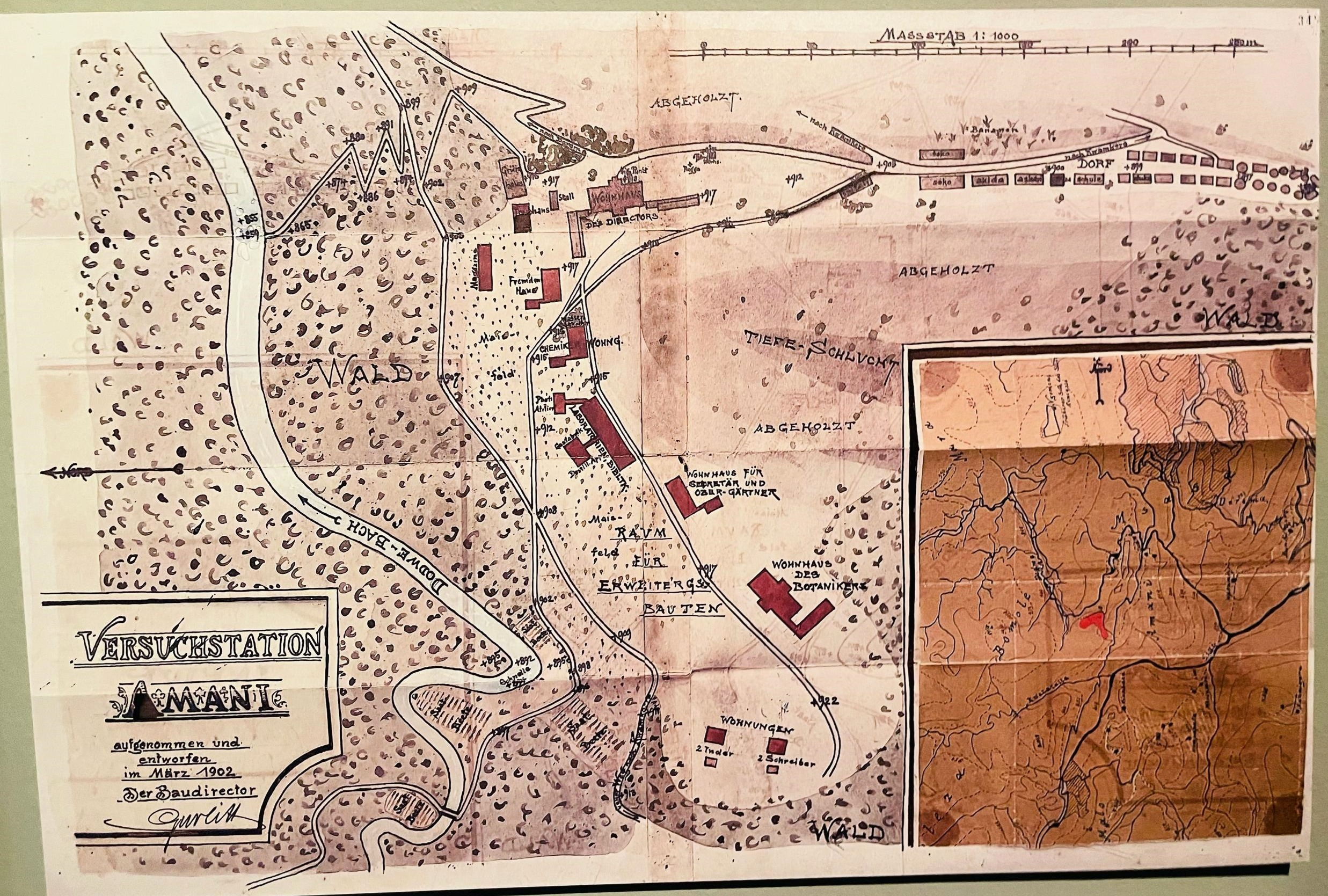
Nicht realisierter Plan für die Amani Versuchs-Station, 1902

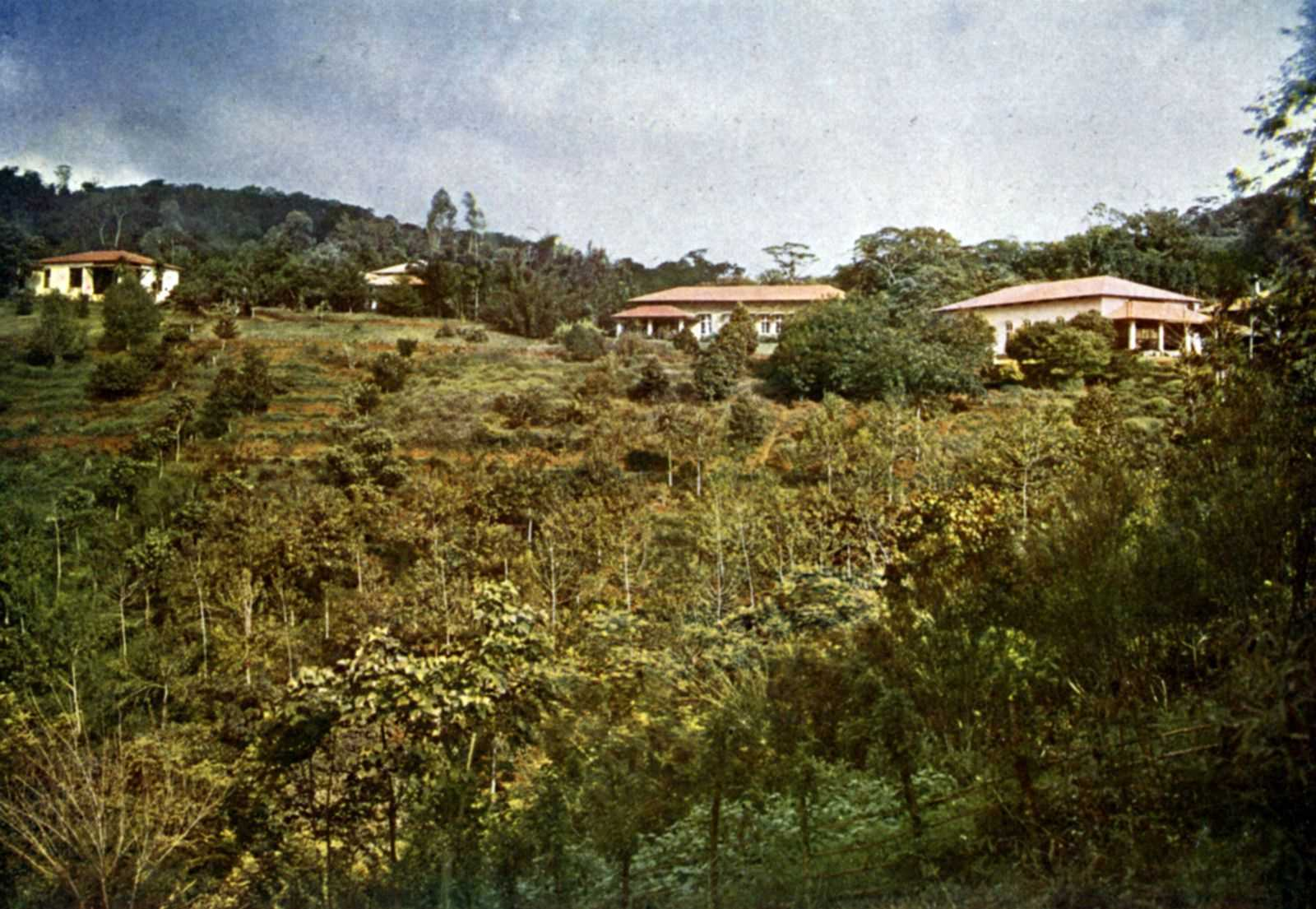
Das Biologische Institut in Amani, Deutsch-Ostafrika, vor 1910

Das Amani-Institut war im September 1902 auf Anregung von Stuhlmann in den Usambara-Bergen im Hinterland der Hafenstadt Tanga gegründet worden. Die Aufgabe, die dem Institut von der damaligen deutschen Kolonialverwaltung zugewiesen wurde, war die Erforschung der Flora und Fauna von Deutsch-Ostafrika sowie der Aufbau eines großen botanischen Gartens mit Pflanzen aus verschiedenen Ländern. Dies bedeutete im Einzelnen die Erforschung tropischer Pflanzen wie Sisal für die koloniale Wirtschaft, von Bodenanalysen, um Methoden zur Verbesserung der Böden zu entwickeln, sowie von tierischen und pflanzlichen Produkten oder Extrakten, die für den menschlichen Verzehr oder die Medizin von Interesse waren. Ein Beispiel für letzteres waren Chinarindenbäume, mit deren Hilfe Chinin zur Bekämpfung von Malaria hergestellt wurde.

Versuchsfeld des Chinarindenbaums

Das Amani-Institut stand 1902 unter der stellvertretenden Leitung des Botanikers Albrecht Zimmermann, und Braun wirkte dort als leitender Botaniker. Er untersuchte unter anderem einheimische Nutzpflanzen wie die Sisal-Agave und verschiedene Flaschenkürbisarten. Außerdem war Braun für das Herbarium und den Ausbau der botanischen Sammlung zuständig. In verschiedenen Studien widmete er sich der Erforschung von Giftpflanzen und deren Verwendung als Pfeilgift. Dazu unternahm er zahlreiche Reisen in verschiedene Gebiete der Kolonie. Er beriet dabei auch privat geführte Farmen, dokumentierte ihren Ertrag und verfasste Jahresberichte über die wirtschaftliche Situation der verschiedenen Regionen.
Braun notierte täglich Aufzeichnungen in seinem Tagebuch, die Aufschlüsse über seine umfangreiche ethnografische und naturwissenschaftliche Sammlung erlauben. Dazu zählten neben botanischen Materialproben unter anderem auch afrikanische Hausratsgegenstände, Kleidungsstücke und Masken. Diese erwarb er sowohl durch Kauf von einheimischen Menschen in Amani, aber auch auf seinen Reisen durch das weit reichende Arbeitsgebiet des Instituts. Bereits während seiner Tätigkeit in Amani beteiligte er sich damit bei Ausstellungen wie der zweiten nationalen Landesausstellung in Daressalam. Darüber hinaus belieferte er internationale Ausstellungen und Sammlungen mit „folkloristischen Objekten.“

### Amani im Ersten Weltkrieg
Nach Beginn des Ersten Weltkriegs ab 1914 wurde das Amani-Institut kriegswichtiges Produktionszentrum, Lazarett und Flüchtlingslager für die Europäer in der Kolonie. Nachdem Deutsch-Ostafrika durch eine britische Blockade vom Meer abgeschnitten war, wurden in Amani Medikamente, vor allem Chinin, Verbandsmaterial, destillierter Alkohol, Asthma- und Herzmittel, Seife, sowie Schokolade und Zahnpasta zur Versorgung der Deutschen und der afrikanischen Söldnertruppen hergestellt. Als ausgebildeter Apotheker war Karl Braun maßgeblich an der Herstellung der Medikamente beteiligt.
Als das Amani-Institut 1916 von den britischen Truppen übernommen wurde, lief die Produktion zu deren Gunsten weiter. Entgegen der Vorstellung von Kriegsgefangenen lebten die Briten während des Ersten Weltkriegs mit den in Amani verbliebenen Wissenschaftlern und ihren Familien zusammen und nutzten deren Wissen und die Infrastruktur des Instituts. Zeitweise gab es sogar Gehaltszahlungen und Vergünstigungen für die Deutschen durch die britische Regierung. Zwischen den deutschen und britischen Wissenschaftlern gab es ein unproblematisches, den Umständen entsprechendes Zusammenleben mit gemeinsamen Abenden beim Kartenspielen.
Im September 1916 bezeichnete A. C. MacDonald, der erste Landwirtschaftsdirektor der britischen Verwaltung, Amani als „eine der wichtigsten landwirtschaftlichen Stationen in den Tropen“ und forderte die Militärregierung auf, die Station zu erhalten. Als die Briten 1920 das Völkerbundsmandat erhielten, ernannte die Kolonialverwaltung Alleyne Leechman zum Direktor von Amani. In seiner Korrespondenz bat Leechman darum, dass die erfahreneren seiner deutschen Kollegen bleiben sollten, um beim Übergang der Station in britische Hände zu helfen. In Bezug auf Karl Braun schrieb er: „Er hat bereits eine große Anzahl von Originalarbeiten über die Wirtschafts- und Heilpflanzen der Kolonie veröffentlicht und war hauptsächlich für die Organisation der großartigen Bibliothek verantwortlich, wo sein Rat von unschätzbarem Wert sein wird. Außerdem verfügt er über ein umfangreiches Wissen über die Flora des Bezirks. […] Auch als Leiter der Apotheke hat er hervorragende Arbeit geleistet. Obwohl er kein ausgebildeter Arzt ist, war er ursprünglich ein pharmazeutischer Chemiker. Seit Februar 1919 hat er fast 1800 Patienten behandelt und fast 400 geimpft. Seine privaten Mittel sind erschöpft und seine Aussichten in Deutschland sind denkbar schlecht.“

### Tätigkeit bis zum Lebensende in Stade
Nach seiner Rückkehr nach Deutschland wirkte Braun bis zu seinem Ruhestand im Jahr 1934 als Oberregierungsrat an der Zweigstelle der Biologischen Reichsanstalt für Land- und Forstwirtschaft in Stade. Er starb am 27. Oktober 1935 in Stade.

## Forschungsprojekt zur Kolonialsammlung Braun

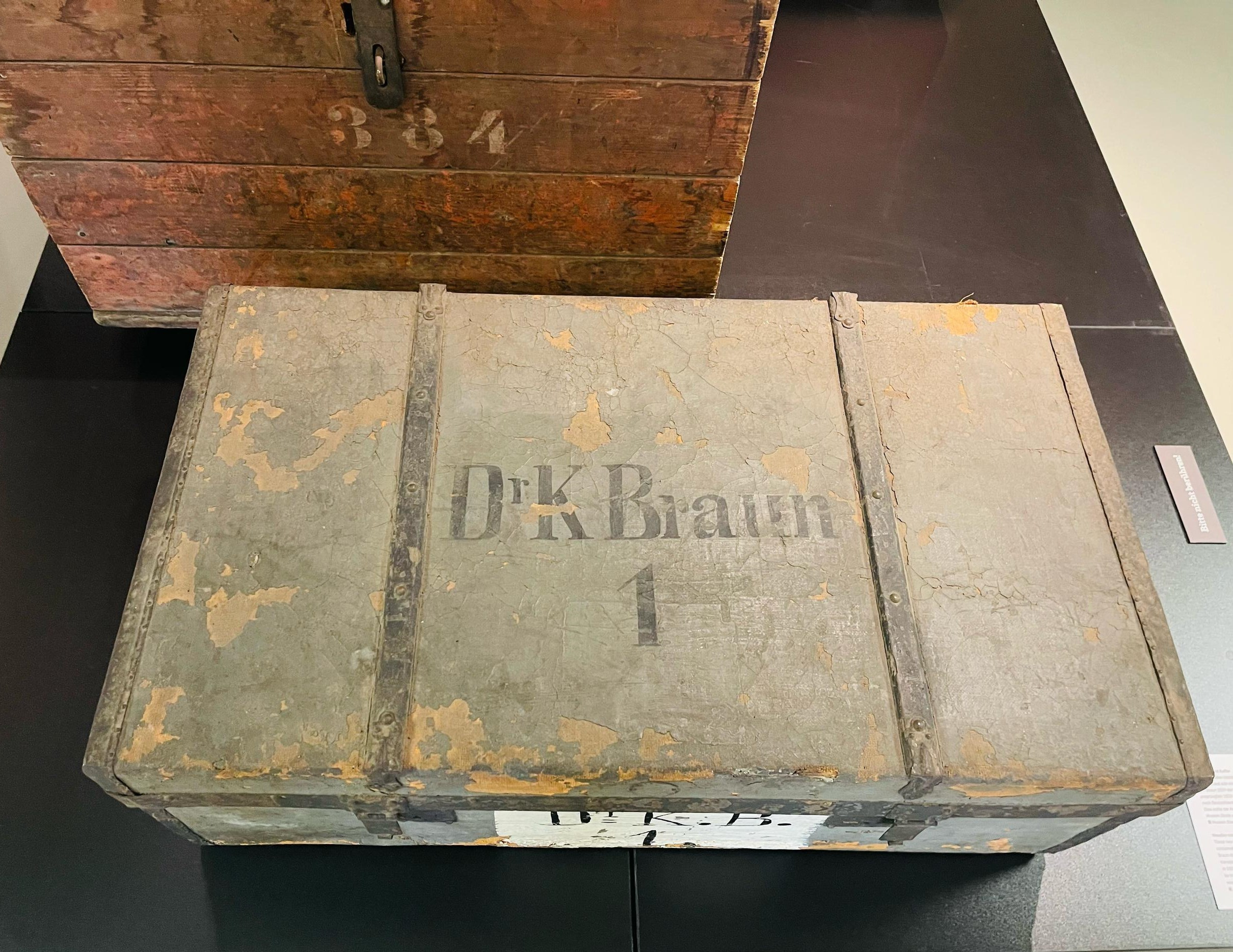
Kiste und ein Koffer aus der Sammlung Karl Braun, vor 1920

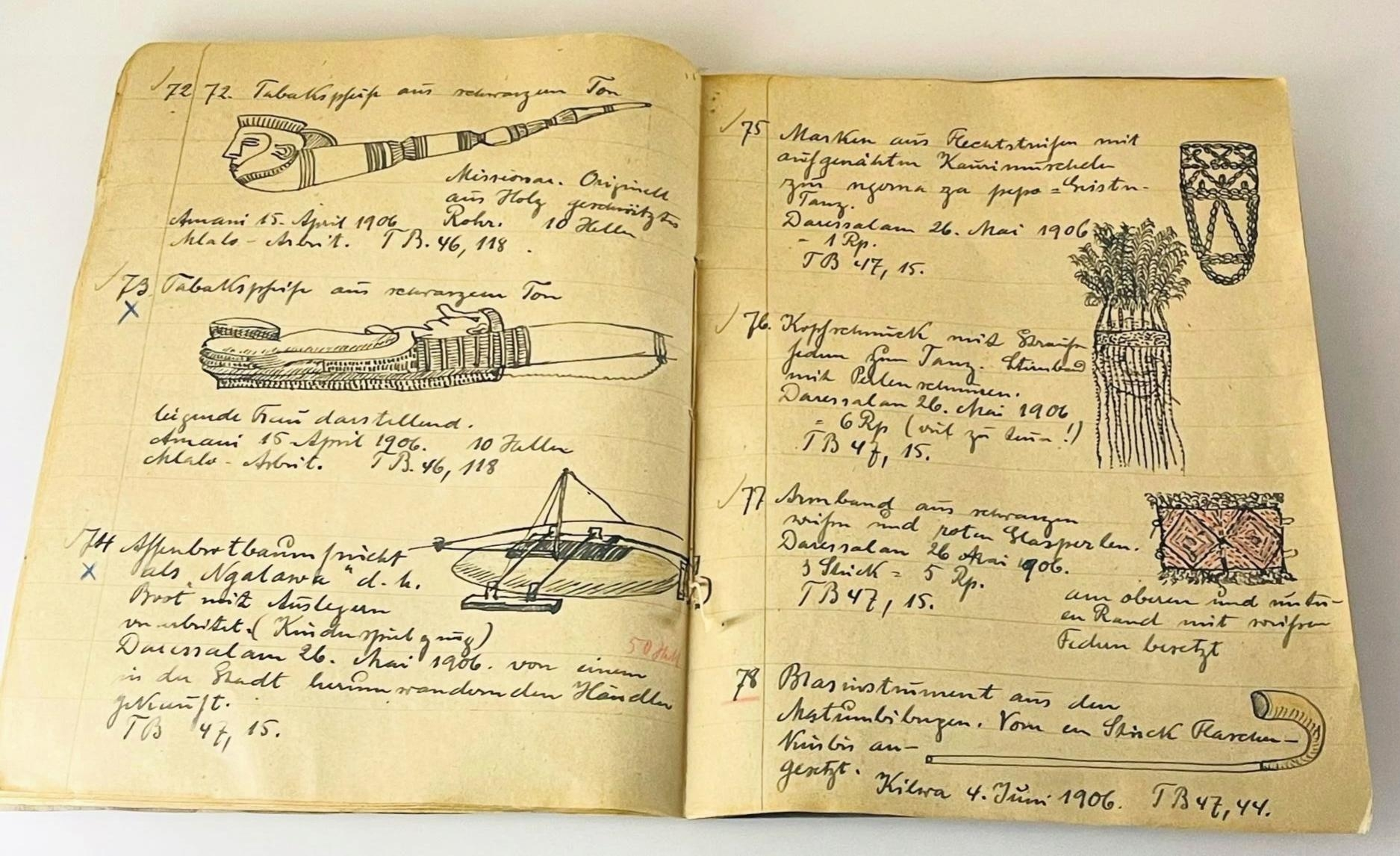
Seite aus Karl Brauns Aufzeichnungen zu seiner Sammlung

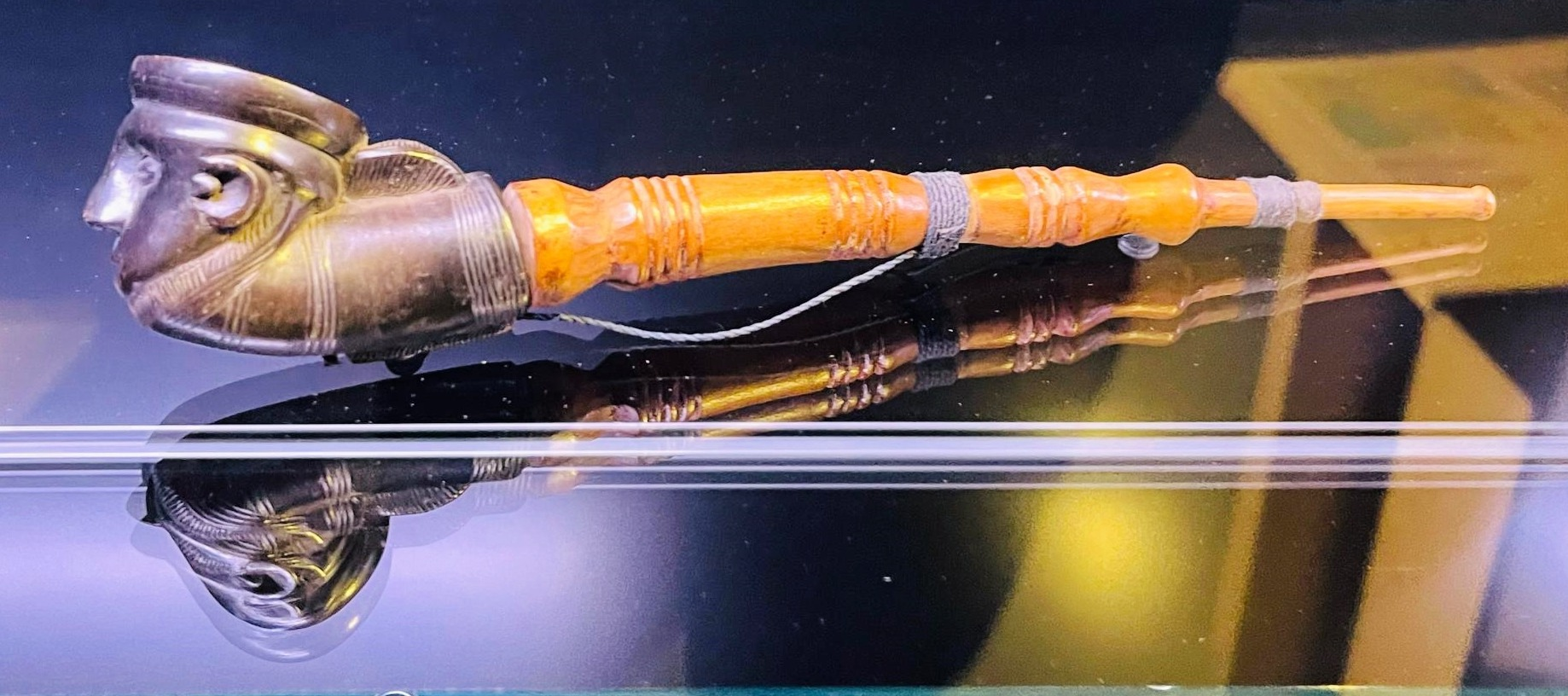
Tabakspfeife für einen Missionar, erworben 1906

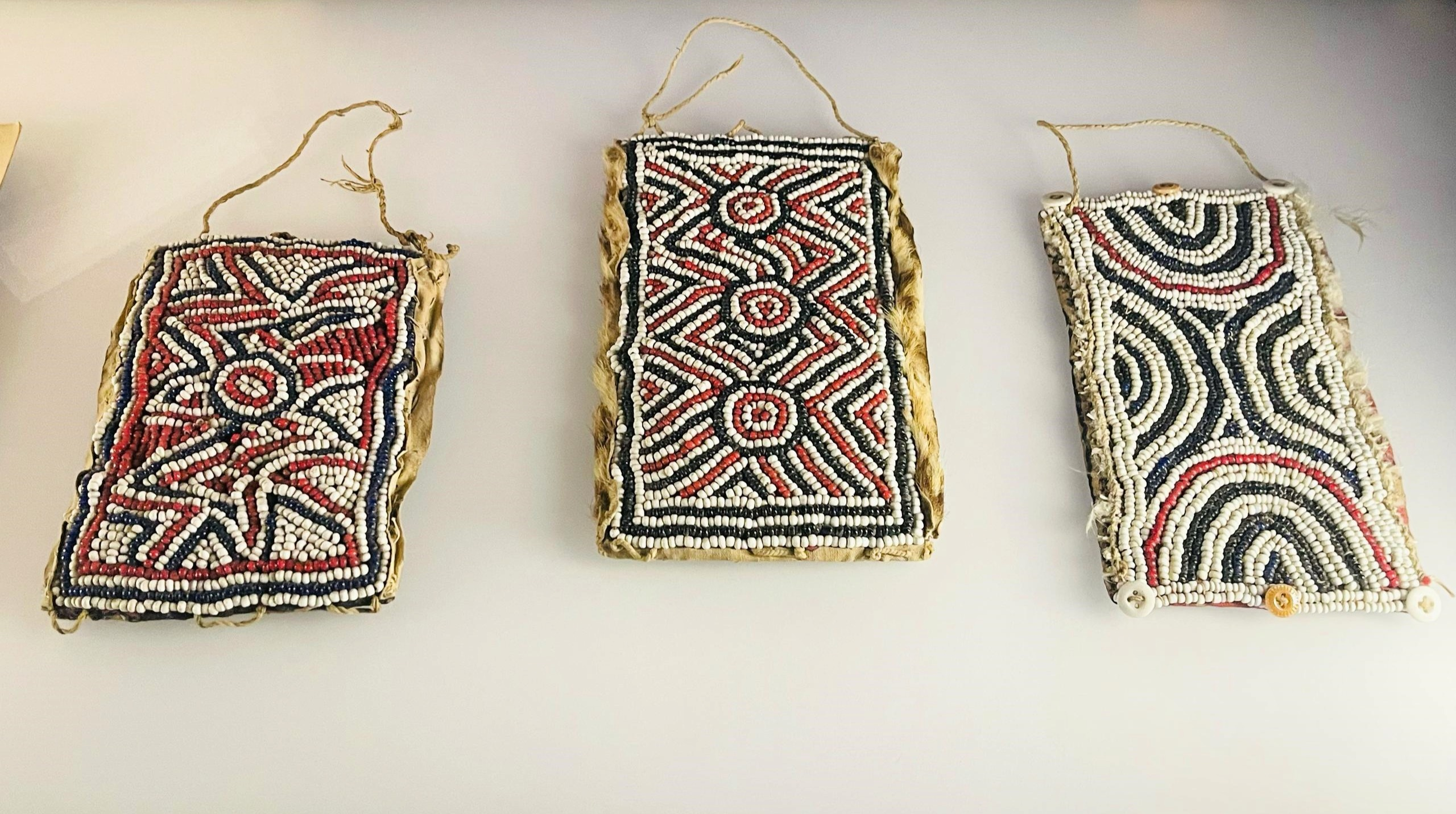
Drei traditionelle Armbänder mit Glasperlen, erworben vor 1910 in Kilwa

Im Verlauf von Sanierungsarbeiten stieß Sebastian Möllers, der Direktor des Schwedenspeicher-Museums in Stade, 2014 auf zwei Kisten und einen Koffer mit fast 600 ethnografischen Objekten aus der ehemaligen Kolonie Deutsch-Ostafrika. Diese stammen aus Brauns Sammlung, die er kurz vor seinem Tod der Stadt Stade vermacht hatte.
Durch die umfangreiche Sammlung wird Brauns Interesse an Verarbeitungstechniken und der Verwendung einheimischer Materialien deutlich. Somit dokumentieren die Objekte nicht nur die Kulturen der Herkunftsgemeinschaften, sondern vor allem auch die Kontexte ihrer Aneignung, die Machtasymmetrien eines kolonialen Wissenstransfers und ihre Verstrickung in die Ausbeutung der natürlichen Ressourcen in den ehemaligen Kolonien.
Außergewöhnlich ist an der Sammlung, dass sie nicht nur viele Objekte enthält, sondern auch zahlreiche Dokumente. Brauns botanische und ethnografische Aufzeichnungen sowie seine Tagebücher, die er jeden Tag akribisch führte, sind nicht nur nummeriert, sondern lassen sich auch mit vielen Gegenständen in seiner Sammlung, seinen Fotografien und Arbeitsunterlagen verbinden. Aufgrund dieser Aufzeichnungen geht die Projektleitung davon aus, dass Braun die meisten Objekte käuflich erworben hatte. Da dies jedoch im Kontext der Kolonialherrschaft geschah, gehen Historiker heute von einer kulturellen Aneignung unter gewaltsamen Bedingungen aus.
Das Projekt „Die Sammlung Karl Braun und die Rolle des Amani-Instituts während der deutschen Kolonialzeit in Tansania“ wird durch das Deutsche Zentrum Kulturgutverluste gefördert, das seit 2019 auch die Provenienzforschung von Sammlungen mit kolonialer Herkunft als Schwerpunkt unterstützt. Die Museen in Stade arbeiten dabei mit dem National Institute for Medical Research (NIMR) in Tansania zusammen, das heute die Amani Hill Station im Amani Naturschutzgebiet betreibt. Zentrale Themen des Forschungsprojekts sind die Aneignung des Wissens der unterworfenen einheimischen Bevölkerung, die von Braun bis zur Ermüdung ausgeforscht wurde, wie er in seinen Tagebüchern darstellte. Ein anderer Aspekt ist die wirtschaftliche Nutzung der Kolonie als Antwort auf Fragen, welche Rohstoffe wie verarbeitet wurden, welche Pflanzen auf welche Weise angebaut und welche Tierarten genutzt wurden.
Die Projektmitarbeiterin Lea Steinkampf betonte in diesem Kontext, dass die tansanischen Kollegen vom National Institute for Medical Research (NIMR) die Nachforschung vor Ort durchführen, denn die Kooperation mit Tansania genieße „oberste Priorität für das Projekt“. Auch sei sich die tansanische Bevölkerung der deutschen Kolonialgeschichte weitaus stärker bewusst, als dies in Deutschland der Fall sei.
Mitglieder der deutsch-tansanischen Projektgruppe sind weiterhin an einem Amani-Netzwerk beteiligt, das sich auf Einladung des Goethe-Instituts in Daressalam erstmals im Februar 2023 traf und verschiedene Institutionen zusammenbringt, die an der Geschichte und Zukunft des Projekts interessiert sind.

## Die Ausstellung
Vom 15. Februar bis 9. Juni 2025 präsentieren die Museen und das Kunsthaus in Stade die Sonderausstellung AMANI kukita | kung’oa (gepflanzt | entwurzelt) mit deutschen und tansanischen Perspektiven zur kolonialgeschichtlichen Sammlung von Karl Braun. Damit werden zum ersten Mal die Ergebnisse des dreijährigen Forschungsprojekts zu Brauns ethnografischer und naturkundlicher Sammlung der Öffentlichkeit vorgestellt. Das Programm umfasst neben der Ausstellung begleitende Führungen, wissenschaftliche Vorträge, Filmvorführungen sowie Aktionen für Kinder und Jugendliche. Zudem präsentieren deutsche und tansanische Künstlerinnen ihre Werke als zeitgenössische Reflexion zur deutschen Kolonialgeschichte. Der begleitende Katalog wurde in den drei Sprachen Deutsch, Englisch und Swahili, der Nationalsprache Tansanias, verfasst.

## Veröffentlichungen (Auswahl)
- Beiträge zur Anatomie der Adansonia digitata L. F. Reinhardt, 1900.
- Die Fusikladium- oder Schorfkrankheit. Berlin-Dahlem, Biologische Reichsanstalt für Land- u. Forstwirtschaft, 1929, 10. Auflage
- Überblick über die Geschichte der Pflanzenkrankheiten und Pflanzenschädlinge (bis 1880). In Paul Sorauer: Handbuch der Pflanzenkrankheiten, Vol. I. Berlin, 1933, S. 1–79.

Daneben veröffentlichte Braun zahlreiche Artikel auf der Grundlage seiner Forschungen in Amani in Der Pflanzer. Zeitschrift für Land- und Forstwirtschaft in Deutsch-Ostafrika.